# Křepice, Znojmo
Křepice là một làng thuộc huyện Znojmo, vùng Jihomoravský, Cộng hòa Séc.